# Urška Klakočar Zupančič
Urška Klakočar Zupančič (ur. 19 czerwca 1977 w Trbovljach) – słoweńska polityk i prawniczka, wiceprzewodnicząca Ruchu Wolności, od 2022 przewodnicząca Zgromadzenia Państwowego.

## Życiorys
Ukończyła studia prawnicze na Uniwersytecie Lublańskim, uzyskała magisterium z historii prawa. W 2005 zdała egzamin zawodowy, pracowała w kancelarii prezesa Sądu Najwyższego. Później otrzymała nominację sędziowską, orzekała w stołecznym sądzie w sprawach cywilnych, pełniła funkcję przewodniczącej wydziału. W 2021 wydała powieść historyczną pt. Gretin greh.
Jesienią 2020 w mediach upubliczniono jej wpisy z zamkniętej grupy na Facebooku, w których m.in. krytykowała premiera Janeza Janšę (określiła go jako „wielkiego dyktatora”). W 2021 została uniewinniona we wszczętym w tej sprawie postępowaniu dyscyplinarnym, zdecydowała się jednak w tymże roku odejść z zawodu. Zajęła się następnie prowadzeniem własnej działalności gospodarczej. Dołączyła też do Ruchu Wolności Roberta Goloba, w styczniu 2022 została wiceprzewodniczącą partii. Ugrupowanie to zwyciężyło w wyborach parlamentarnych w kwietniu tegoż roku, a Urška Klakočar Zupančič uzyskała wówczas mandat posłanki do Zgromadzenia Państwowego. W maju 2022 wybrana na przewodniczącą niższej izby słoweńskiego parlamentu.

## Odznaczenia
- Order Księżnej Olgi III klasy – Ukraina, 2025[6]